# Jean-Paul Aubé
Jean-Paul Aubé fue un escultor francés, nacido en Longwy al noreste de Francia en 1837 y fallecido en Capbreton en 1916.

## Datos biográficos

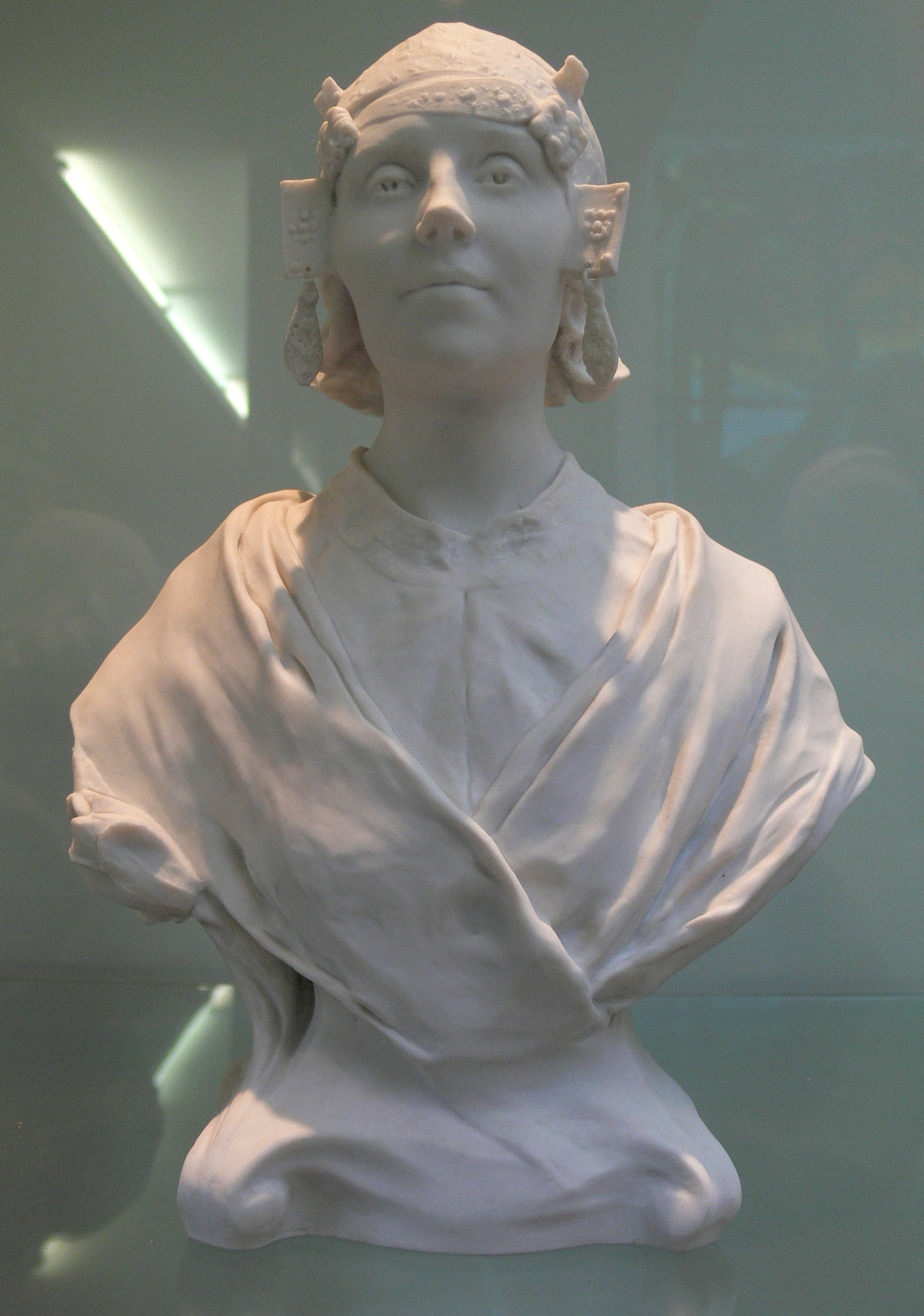
Busto de Holandesa, Museo de la Piscina en Roubaix

Nacido el 3 de julio de 1837 en Longwy, pueblo de tradición ceramista, en la región de Lorena, al noreste de Francia
Aube estudió en la Escuela Nacional Superior de Bellas Artes en París . Allí fue alumno de Dantan y Duret.
Recibió una beca en 1866 y realizó un viaje a Italia , pero su trabajo apenas se vio influido por el arte renacentista . Su estilo pertenece al estilo neo rococó . Expuso su obra en el Salón de París, ganando la medalla de Oro del Salón en 1874 y 1876. En el de 1878 presentó su estatua de mármol Galatea. Se especializó principalmente en la realización de bustos , también monumentos y decoraciones de edificios públicos.
En 1882 fue retratado por el pintor Paul Gauguin.
Aube fue el maestro de, entre otros , Gaston Lachaise , Charles Virion, Jean Baffier y Richard E. Brooks.
Realizó algunas porcelanas.
Falleció en Capbreton el 23 de agosto de 1916, a los 79 años de edad.

## Obras

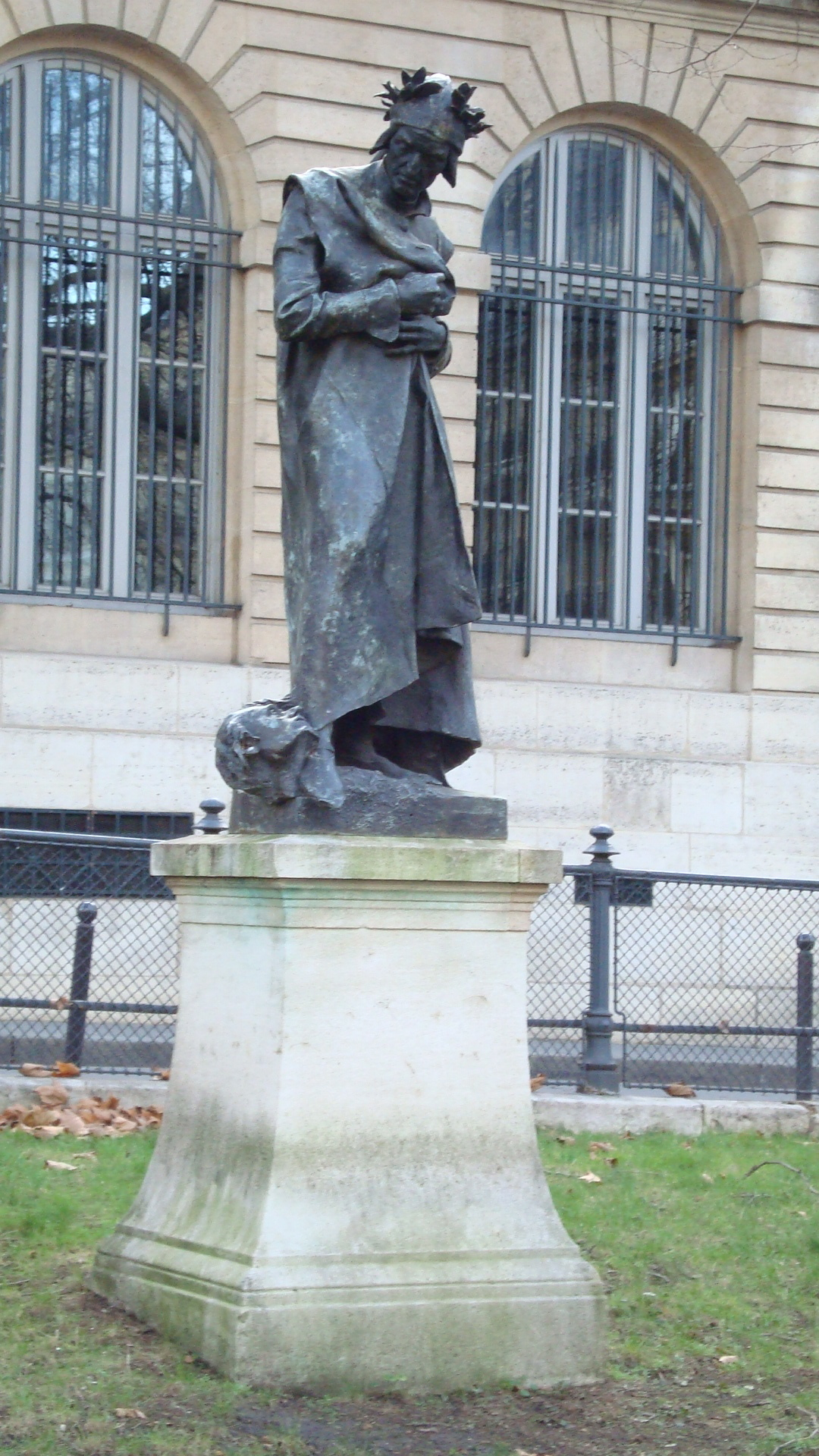
Dante frente al Colegio de Francia.

Entre las mejores y más conocidas obras de Jean-Paul Aubé se incluyen las siguientes:
- « Dante », 1879, yeso, modelo de la estatua en bronce de la plaza Marcelin-Berthelot, Frente al Collège de France de París ;

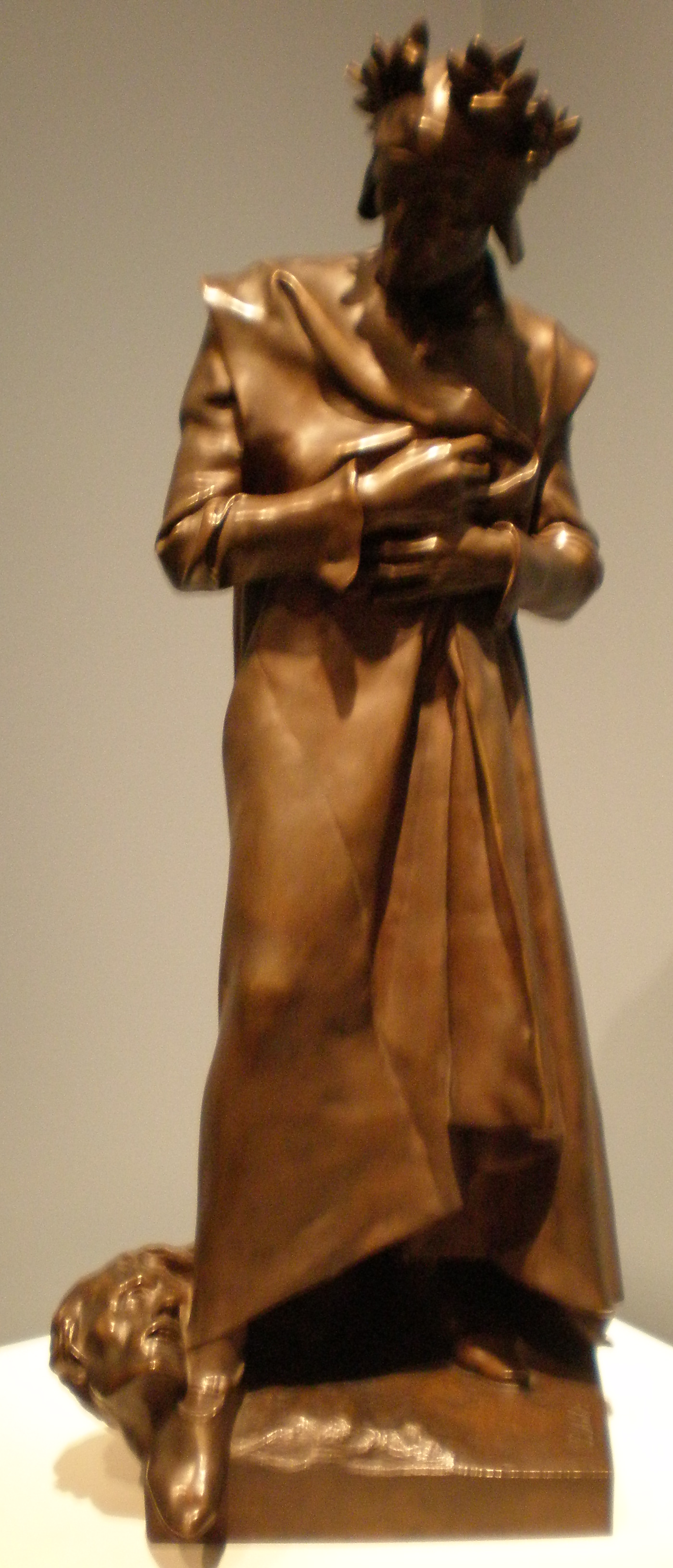
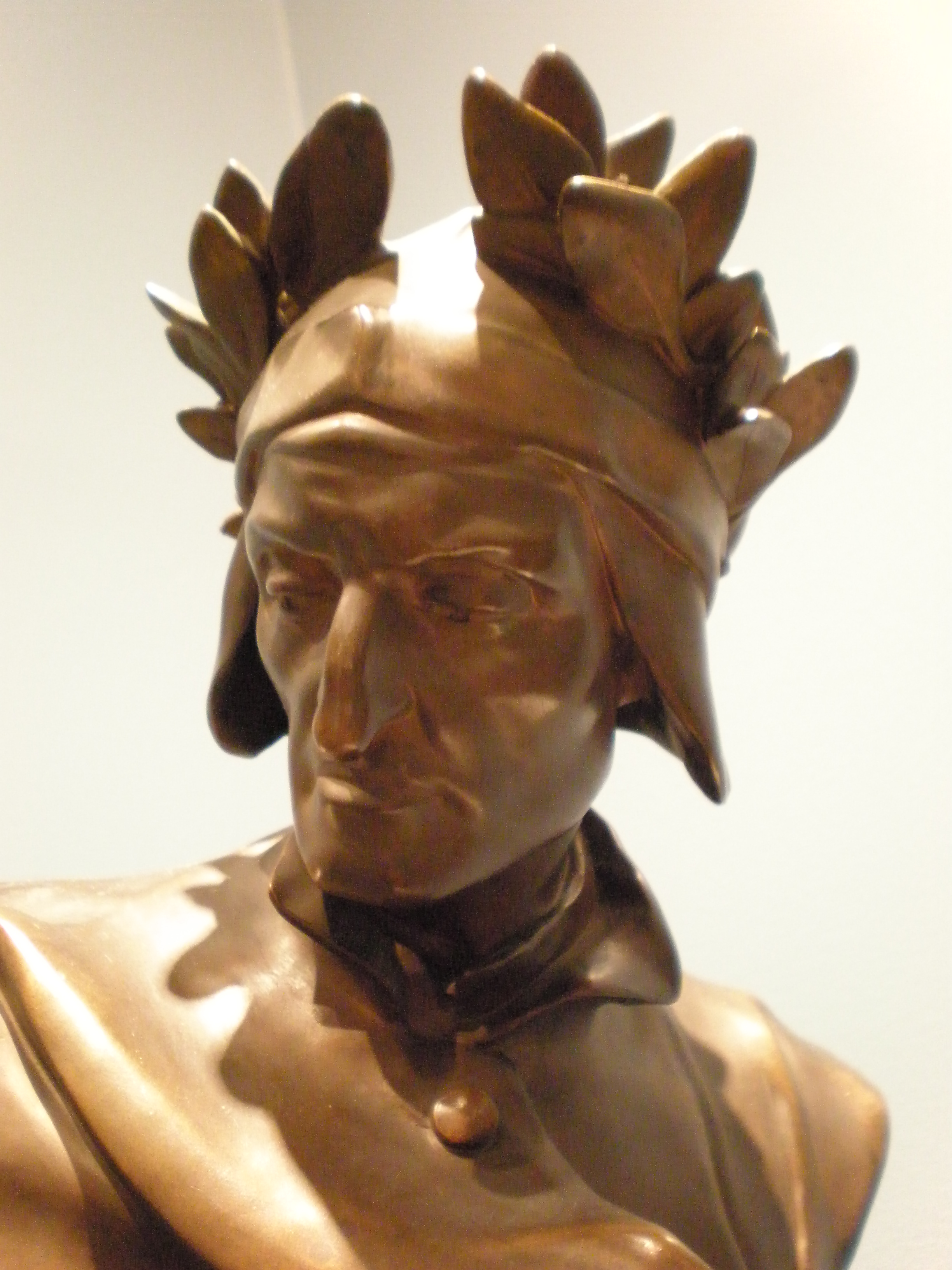
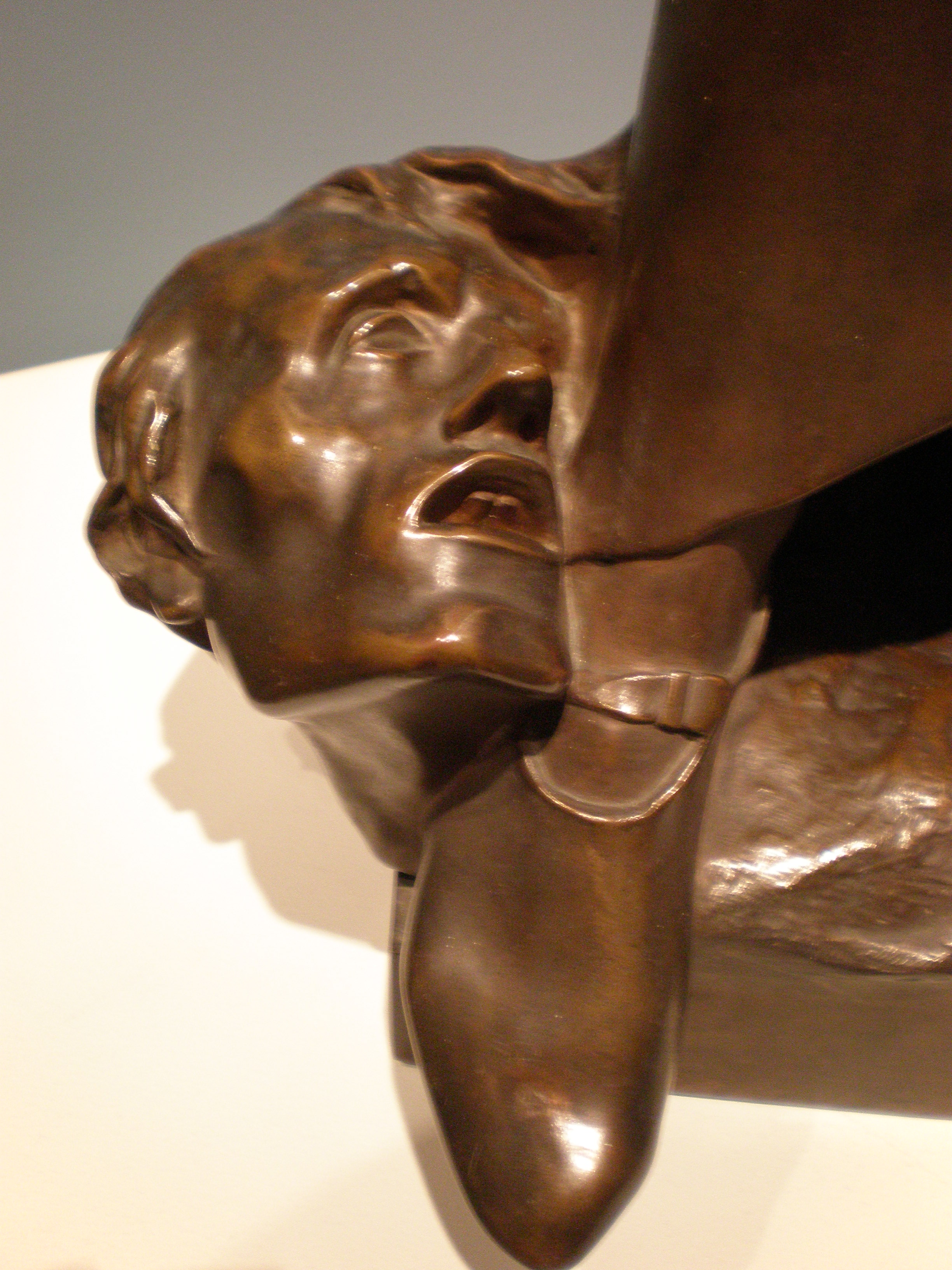

En el Hotel de la Paiva, ubicado en la avenida de los Campos Elíseos de París, existe una estatua de mármol basada en el mismo modelo de Dante. Adorna una de las tres hornacinas, en la escalera principal de ónice de Argelia, acompañada por el Petrarca de Leon Cugnot y el Virgilio de Ernest Barrias.
- « Busto de holandesa - Buste de hollandaise », porcelana biscuit de Sèvres, envío del Estado francés de 1904, a día de hoy conservado en el Museo de la Piscina en Roubaix (N° Inv. 3396-1523-14) ;

- « la condesa Hallez » (1910), bronce de la fundición de Eugène Rudier, conservado en el museo de Orsay;[5]·[6]

- Monumento a Léon Gambetta,[7] instalado en el cour Napoléon del Louvre (aproximadamente en la ubicación actual de la pirámide), monumento de 27 metros, tiene la estructura de un obelisco coronado por la alegoría de los derechos humanos. Inaugurado el 14 de julio de 1888, este monumento fue desplazado desde el patio Napoleón en 1954, los fragmentos del grupo central fueron reubicados en 1982 en la Square Édouard Vaillant, el parque lateral del ayuntamiento del XX Distrito de París.

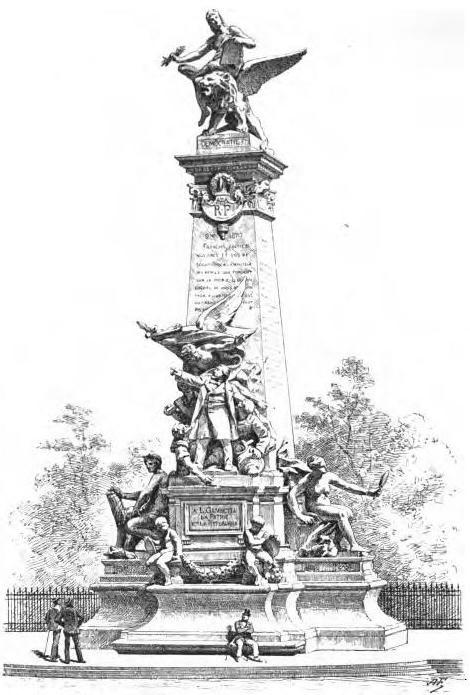
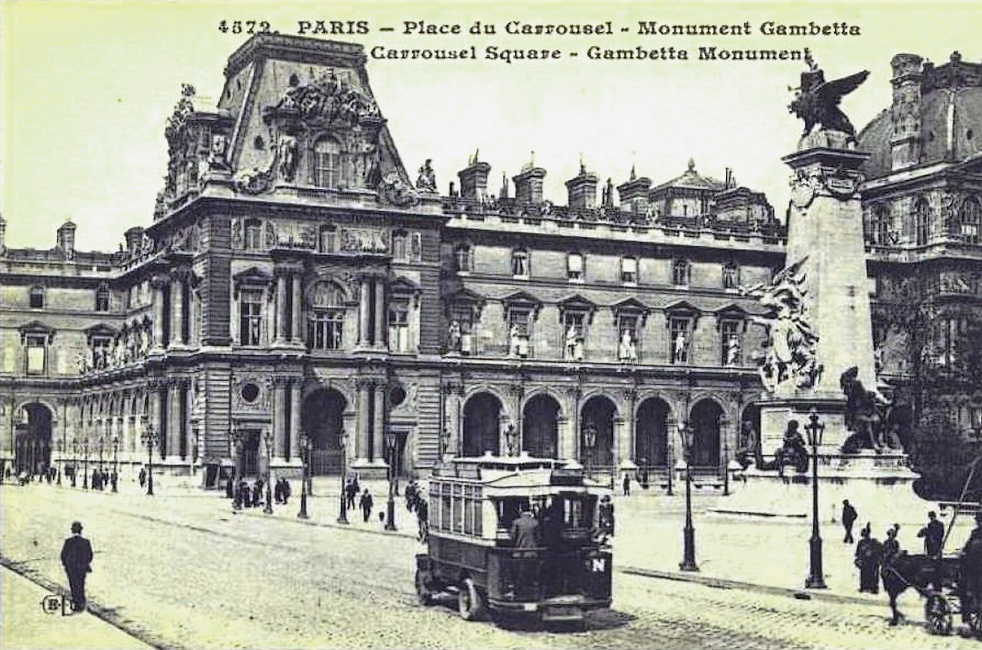
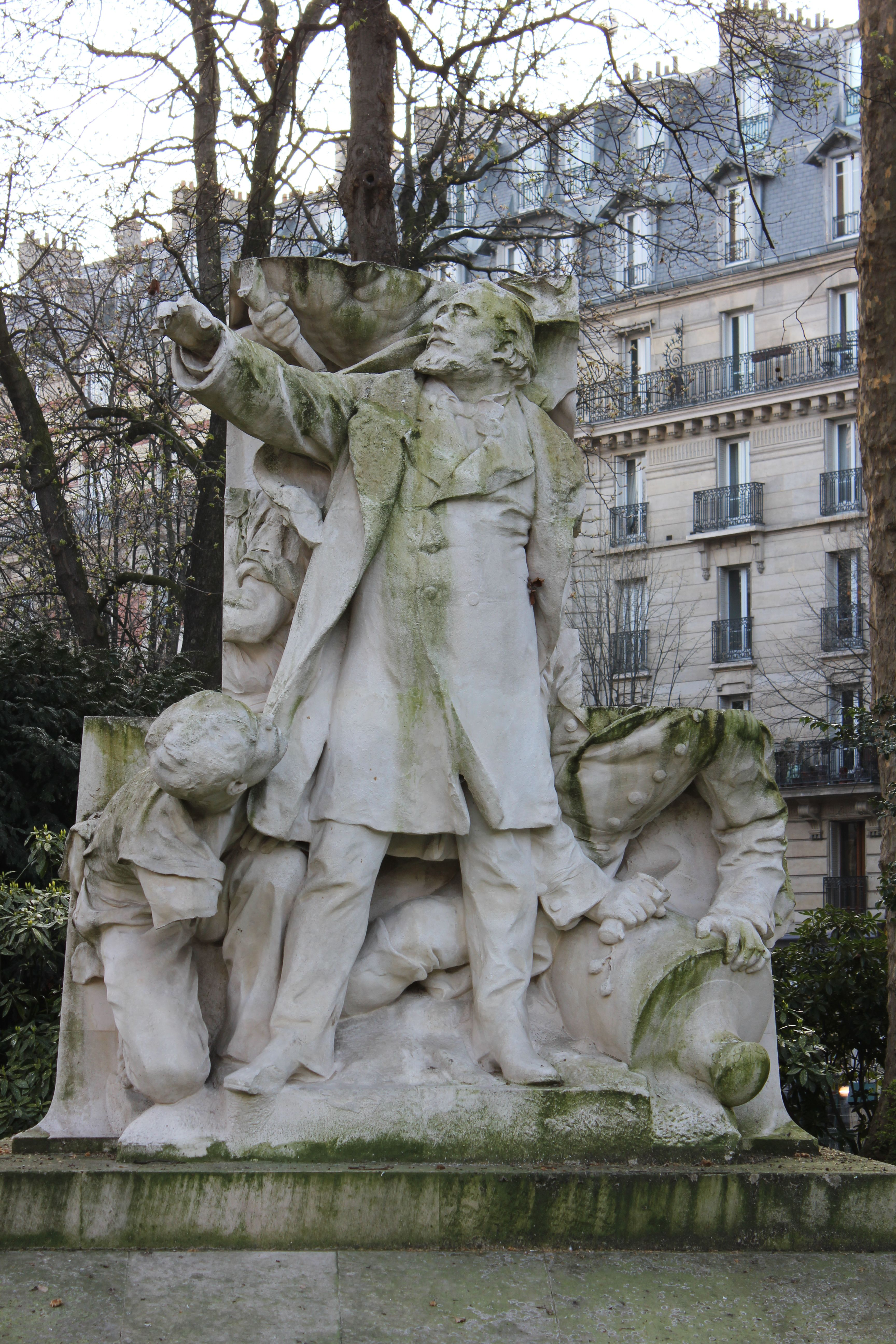

- Monumento a François Boucher (1890), París. Un modelo se conserva en el Museo Municipal de Longwy.

- Monumento La Moisson (1890), parque de Procé (fr) - Nantes.

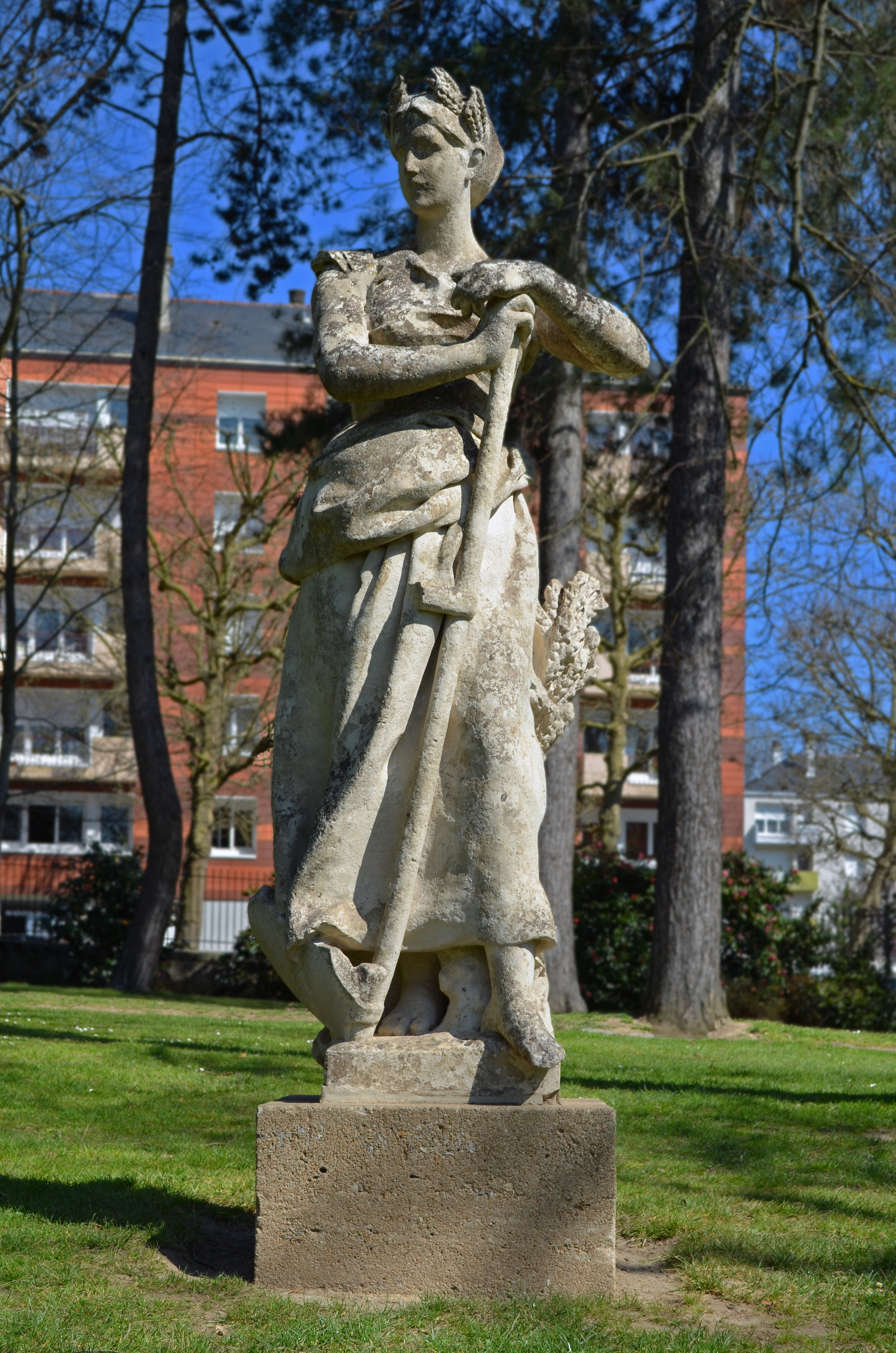